# Carcinoplax ischurodous
Carcinoplax ischurodous is een krabbensoort uit de familie van de Goneplacidae. De wetenschappelijke naam van de soort is voor het eerst geldig gepubliceerd in 1923 door Stebbing.